# Setina irrorella
Setina irrorella — вид лускокрилих комах з родини еребід (Erebidae).

## Поширення
Вид поширений в Європі, Середній та Північній Азії від Ірландії до Чукотки. Мешкає в скелястих місцевостях, вкритих мохом і лишайниками, на вапнякових і піщаних ділянках і крутих, кам’янистих луках, а також на болотах, лісових луках і вересах .

## Опис
Розмах крил становить від 27 до 33 мм. Передні крила жовті з чорними крапками, розташованими в три ряди поперек. Задні крила блідо-жовті й мають чорну крапку у верхніх кутах. Крила часто здаються прозорими.
Гусениці чорні або темно-коричневі та жовті, вкриті чорними волосками.

## Спосіб життя
Метелики літають з червня по серпень. Активні вдень, особливо у другій половині дня.  Живуть гусениці з серпня по червень. Вони заляльковуються під плоскими каменями на землі та зимують перед тим, як вилупитися навесні.